# Enterprise számítógép
Az Enterprise egy Zilog Z80A processzoros, látványos formatervezésű személyi számítógép, mely 1985-ben került piacra, kétféle változatban: Enterprise 64, illetve Enterprise 128 néven. A 128-as verzió német és angol nyelvű BASIC rendszerrel (és billentyűzettel) volt kapható Magyarországon.

## Történet

### Ígéretes kezdetek
1982 szeptemberében, a Sinclair ZX Spectrum megjelenését követően, egy hong kong-i kereskedelmi vállalat, a LOCUMALS - a United Commercial Bankot megbízva közvetítőnek - felkereste az Intelligent Sofware Ltd-t (röviden: IS), és ajánlatot tett egy teljesen új számítógép kifejlesztésére. Az IS csapata előtt, a megrendelő neve titok maradt, ennek ellenére vállalták a megbízást, és a következő hónap elejére DPC projekt kódnéven elindult a fejlesztés. Az IS tervezte a hardware-t és a ROM chipeket, a megrendelő feladata a gyártásba vitel és a marketing volt. A tervezés kezdeti fázisában az volt a cél, hogy amennyire csak lehet, a gép olyan építőelemekből készüljön, amelyek már rendelkezésre állnak, illetve valamennyire elterjedtek. A processzor tekintetében a választás a Zilog Z80-ra esett, többek között azért, mert számos már piacon lévő géppel kompatibilis volt, futott rajta a CP/M és a későbbi tervek között szerepelt ennek az operációs rendszernek az átültetése is. Hamarosan azonban kiderült, hogy a piacon korántsem lelhetők fel olyan alkatrészek, amelyek a tervek alapján megfelelők lennének, így némileg új irányt véve a grafika és a hang előállítására két teljesen új alkalmazásspecifikus chip fejlesztésébe kezdtek. E korai - egyedi chipet még nem igényélő - tervek hazai viszonyokra adaptálásából született meg később a Videoton TVC, miután a Videoton 1984-ben megvásárolta a licencet.
Az ELAN Computers 1983 augusztusában alakult, az Intelligent Software szoftverház, és a Domicrest nevű londoni székhelyű angol-indiai kereskedelmi vállalat részvételével. Az 1983 szeptember 17-én megtartott sajtóbemutatón mutatta be az ELAN az első két géptípusát (illetve annak prototípusát), az ENTERPRISE 64-et és 128-at. A megjelenést 1984 áprilisára tervezték, 200 font alatti áron és 80 000 darab gépre kötöttek előrendelést. A közölt paraméterek és a gép ára kedvezőek voltak, a szaksajtó el volt ragadtatva. Amíg az IS az alapszoftvert fejlesztette, Geoff Hollington és Nick Oakley a külső megjelenést formálták, Nick Troop és Dave Woodfield pedig a gép lelkét alkotó 2 db 72-tűs custom chip megtervezésével lett megbízva. A két chip nem túl meglepő módon a NICK és a DAVE nevet kapta. Az Elan project csoportvezetője Robert Madge, az IS technikai igazgatója volt.

### Névválasztás
A céget eredetileg Samurai Computers-nek akarták elnevezni, de két hónapos jogi procedúra után kiderült, hogy Hitachi üzleti rendszereket forgalmaz Samurai néven, így lett ELAN a cég neve. 1984 februárjára aztán kiderült, hogy az ELAN is már bejegyzett cégnév (Elan Digital Systems Ltd.), így újabb nevet jelentettek be: FLAN. Alig egy hónap múlva azonban Mike Shirley marketingigazgató úgy döntött, hogy a FLAN (lapka) név nem igazán hangzik jól, ezért bejelentették, hogy ismét új nevet keresnek. 1984 március 8-án a Popular Computing Weekly angol számítástechnikai hetilap 12 hónapos előfizetést ajánlott a legjobb nevet beküldőnek. Végül 1984 március 22-én eldőlt: a cég végleges neve ENTERPRISE Computers Ltd. lett. Az újság előfizetés nyertese a "Teflon Computers" nevet javasolta, mivel semmilyen név nem ragad meg a vállalaton...
Maga a gép a fejlesztés időszakában DPC, azaz Damp-Proof Course kódnéven futott. Később a Samurai, Elan, Flan neveket akarták adni neki, mint ahogy a cégnek is, de volt Oscar névváltozat is, mielőtt a végleges, Enterprise nevét elnyerte.

### Gondok a fejlesztéssel
1984 januárjában bejelentették, hogy a gép megjelenése csúszni fog a két speciális chip fejlesztésének elhúzódása miatt, annak ellenére, hogy ugyane hónapban, Las Vegas-ban a Consumer Electronics Show-on már bemutattak egy valamennyire működő 64K-s gépet, még Elan Enterprise 64 néven. Ez a gép még teljesen másképp működött, mint az általunk ismert változat! A NICK chip fejlesztése és gyártása körüli nehézségek miatt szeptemberben már úgy tűnt, hogy a gép nem is jelenik meg már 1984-ben.

### Az első modell és perifériák
1984 december elejére azonban végre elkészült az Enterprise 64 és azt ígérték, hogy Karácsony előtt már egy minimális mennyiség a boltokba kerül, azonban a teljeskörű forgalmazás 1985 februárjára várható. Az első 100 gépet 1984 november-decemberében szállították ki a sajtónak és fejlesztőknek, az üzletekbe pedig december 14-én kerültek az első Enterprise gépek. A kezdőár 249.95 font, a korábban ígért 200 font alatti vételár helyett. A gép fejlesztésére közel 20 millió dollárt költöttek a gyártás a skóciai Perth-ben zajlott a GRI Electronics gyárában.
1985 április elején az Enterprise felhasználók független felhasználói csoportot (klubot) alakítanak, hogy jobb támogatást biztosítsanak egymásnak, mint amit a cégtől kapnak. Ennek a klubnak az angol újságokból ismert Independent Enterprise User Group (IEUG) azaz Független Enterprise Felhasználói Csoport volt a neve.
1985 május 16-án megérkezett az első három kiegészítő: színes monitor (349.95 font), nyomtató (239,95 font) - ezeket más név alatt már több mint egy éve gyártották - és joystick átalakító (9,95 font). A nyomtatót a Mannesman Tally gyártotta, a monitort pedig a Microvitec.

### Az Enterprise 128 megjelenése
Az Enterprise 128 megjelenését nagy várakozás előzte meg, de ez a várakozás a megjelenésre meglehetősen alábbhagyott, mivel a gép bejelentése és forgalomba kerülése között több mint 2 év telt el. Ekkor már olyan 16 bites számítógépek megjelenése állt küszöbön, mint az Amiga 1000 és az Atari ST. Ráadásul az Amstrad-nak 1984-ben - még az Enterprise megjelenése előtt - sikerült piacra dobnia hasonló kategóriájú számítógépét, az Amstrad CPC-t.
A 128 KB memóriát tartalmazó Enterprise-ok forgalmazása csak 1985 május 20-án kezdődött az Egyesült Királyságban, majd Hollandiában, Dániában, Németországban és Franciaországban. A sakkszámítógépeiről ismert német Hegener & Glaser cég Mephisto PHC 64 néven árulta az Enterprise 64 saját - az eredetivel belsőleg és külsőleg is megegyező - verzióját. Ehhez hasonlóan Franciaországban a forgalmazó neve alapján Lansay, néven árulták.
Az új modell bevezető ára 249.95 font, míg az Enterprise 64 (EP64) ára 179.95 fontra csökkent. A 128K-s gép megjelenése után lehetősége volt az EP64 tulajdonosoknak ROM cserét és a +64K bővítés beépítését kérni a márkaszervizekben. Egy 1985 szeptemberében rendezett számítástechnikai kiállításon már megvásárolható volt az EXDOS hejlékonylemez-vezérlő is, 99 fontos kezdőáron. EP64 ekkor már nem volt kiállítva, mert nem volt kereslet, a maradék EP64 készletből Egyiptomban sikerült később eladni kb. 1 500 darabot.

### Elégtelen szoftverellátottság
A marketingstratégia részeként eredetileg azt ígérték, hogy már a gép megjelenésekor is elegendő mennyiségű program fog rendelkezésre állni, majd 1985 végére ígértek 100-as nagyságrendű programot. Mivel azonban a gépek nem fogytak a várt ütemben, a szoftverházak sem készítettek nagy tömegben a géphez szoftvereket. Nem csak a programok mennyiségével volt azonban gond, hanem a színvonallal is, a programok legalább fele inkább csak "választékbővítésként" szolgált. Az Enterprise-on futtatható játékok döntő többsége ZX Spectrum konverzió, kisebb része pedig Amstrad CPC konverzió volt, melyek jó részét lelkes magyarországi amatőrök készítettek a későbbi években.

### Elhibázott üzleti döntések
1985 augusztus 13-án az ENTERPRISE Computers és a müncheni Hegener & Glaser AG megalapítja a németországi ENTERPRISE Computers GmbH-t. A cég feladata a számítógép, a perifériák, a szoftverek forgalmazása lett volna Németországban, Ausztriában, és Svájcban. További 5 millió dollárt költöttek a német gép fejlesztésére, azonban a meghatározott eladási célokhoz már nem állt rendelkezésre elegendő pénz: 35 000 gépet szerettek volna eladni, 5%-os piaci részesedést elérve Karácsonyig Németországban, ehhez képest mindössze 6000 gép talál vevőre 1988 elejéig, reklám nélkül.

### Gyorsabb konkurencia és csőd
1986 januárjában megjelent a 128K-s ZX Spectrum, mindössze 179.95 fontos vételáron és bár grafikai képességei jelentősen elmaradnak az Enterprisé-tól, már megjelenése pillanatában hatalmas programválasztékkal rendelkezett és kompatibilis volt a 48K-s Spectrum modellel. A kedvezőtlen piaci események és az elhibázott üzleti lépések miatt az Enterprise eladásai jelentősen elmaradtak a várttól, ezért a cég 1986 elején úgy döntött, hogy "konszolidálja tevékenységét", majd 1986 júliusára fizetésképtelen lett (eddigre 8 millió font tartozást halmozott fel a cég).
A müncheni cég kivételével az összes külföldi vállalatukat bezárták, a londoni központ pedig önálló elszámolású lett. Az angol Enterprise fizetési nehézségei az Intelligent Software-t is ellehetetlenítették, így 1986-ban megszűnt a cég. A befektetést finanszírozó Mahtani család a felszámoláskor csak az árukészlettel törődött, hogy legalább némi pénzt visszaszerezzenek. Az angol cégeket egyik napról a másikra zárták be, így a fejlesztők semmit nem tudtak anno megmenteni. Werner Lindner - aki a német cégnél dolgozott 1986-tól, és később a cég műszaki igazgatója lett - első feladata az volt, hogy az angol cég felszámolásakor járja végig az összes gyártó partnert, szedje össze a terveket, információkat, mivel a német cég a gyártás újraindítására készült.

## Az Enterprise Magyarországon

### Képviselet, gépeladások
Hazánkba 1987-ben jutott el a 128K-s változat, melyet 1987. május 19-én a Divatcsarnok Lotz-termében mutattak be. Az Enterprise teljes körű támogatását idehaza a Novotrade vállalta, folyamatosan biztosítva az alkatrész és programellátást, valamint a magyar szabványoknak megfelelő átalakítást (hálózati csatlakozó, kézikönyv). A forgalmazást a Centrum Áruházak végezte 16.900 Ft-os áron - még ÁFA nélkül. 1988 januárjától az ÁFA bevezetése miatt a gép ára 19.080 forintra emelkedett, de immár magnó nélkül is meg lehet vásárolni 15.800 forintért. Az áremelkedés nem okozott visszaesést az eladásokban, részben amiatt, hogy hamarosan OTP-részletre is meg lehetett vásárolni a gépet, mindössze 3.900 forint előleg befizetésével.
1989 nyarára a Novotrade és a Centrum kapcsolata annyira megromlott, hogy a Centrum által át nem vett gépeket a Novotrade saját üzletében kezdte árulni, bekerülési áron, mindössze 11.900 forintért (magnóval együtt). Az utolsó gép 1990 márciusában talált gazdára, ezután a két cég - többször elhangzott fogadkozásaik ellenére - befejezte a hardver kiegészítők és programok forgalmazását, magukra hagyva a felhasználókat. Összesen több, mint 20.000 darab angol, illetve német (kétnyelvű) változatot adtak el. Az importált gépek már a gyártás befejezése utáni raktárkészletek felvásárlásából származtak.

### Szoftver- és hardverfejlesztés
Az Enterprise Computers és a Novotrade kapcsolata nem volt újkeletű a hazai forgalmazás megindulásakor. 1985 elején az Enterprise megkereste, többek közt a magyar céget is, hogy szerződést kössenek szoftverek készítésére. A programokat a Novotrade programozó csapata: az 'a'-Studio készítette. Már ekkor megszületett a magyar fejlesztők fejében a Spectrum emulátor gondolata, amely kézenfekvő és hatásos megoldás lett volna a programhiány enyhítésére, de az ötlet akkor nem érdekelte a megbízót, így a tervek a fiókba kerültek. Amikor az Enterprise-ok beérkeztek az országba, újra előkerültek a tervek és már a forgalmazás kezdetén beharangozták, hogy hamarosan kapható lesz az emulátor is.
Az ötlet gazdái azonban nehézkesen haladtak a fejlesztéssel, és az alkatrészek beszerzése is nehézkes volt a KGST berkein belül. Négyszer tervezték át az emulátort, az éppen kapható elektronikai alkatrészektől függően. Az események 1988 januárjában gyorsultak fel, amikor a Novotrade megvette a jogokat, és versenytárgyalást írtak ki az emulátor legyártására, 11 vállalat meghívásával. A nyertes Videoton Automatika Leányvállalattal 5.000 emulátor gyártására írtak alá szerződést. Az első ötszáz emulátor az 1988. évi tavaszi BNV-n már megvásárolható volt. A várva várt üzleti siker azonban elmaradt az emulátor magas ára (közel annyiba került, mint egy 48K-s Spectrum!), és néhány hibája miatt. Mindössze 1.000 darab talált gazdára.
1989. december 7-én került bejegyzésre a VTGe Elektronikai Kft. - az ENTERPRISE Computers GmbH magyarországi képviselete, Kopácsy Vilmos vezetésével. A képviselet újraindította a kiegészítők, programok forgalmazását az Úttörő Áruházban 1990 Karácsonyára. Újdonság viszont nem volt a polcokon, ráadásul hírverés hiányában már csak a tulajdonosok kis része tudott az akcióról.

## A számítógép felépítése

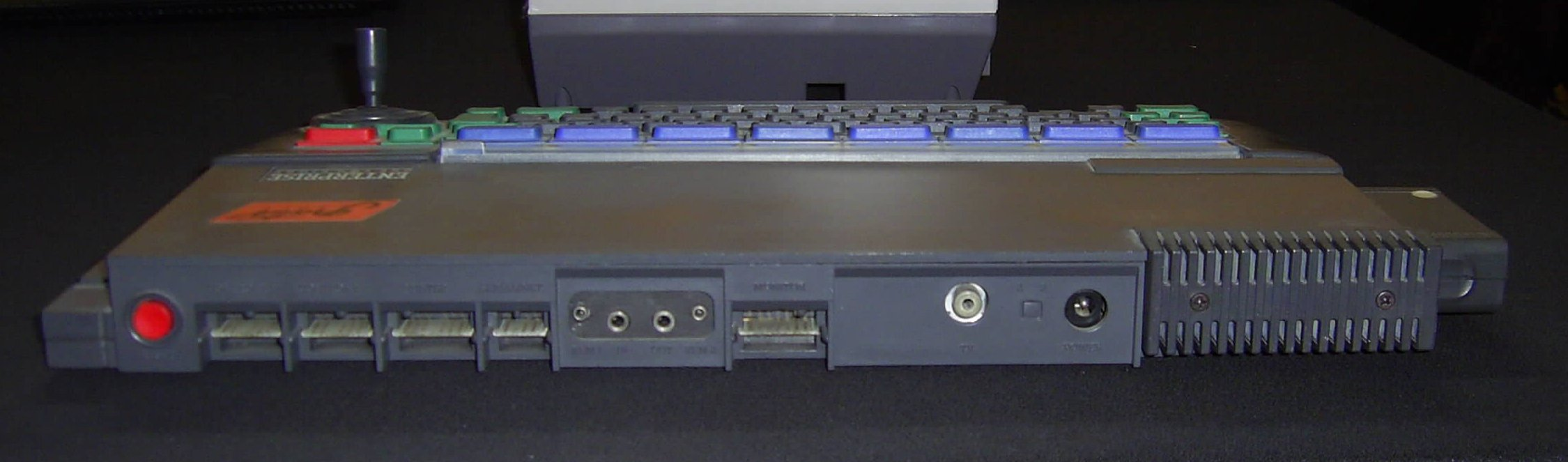
Az Enterprise 128 csatlakozói a gép hátoldalán

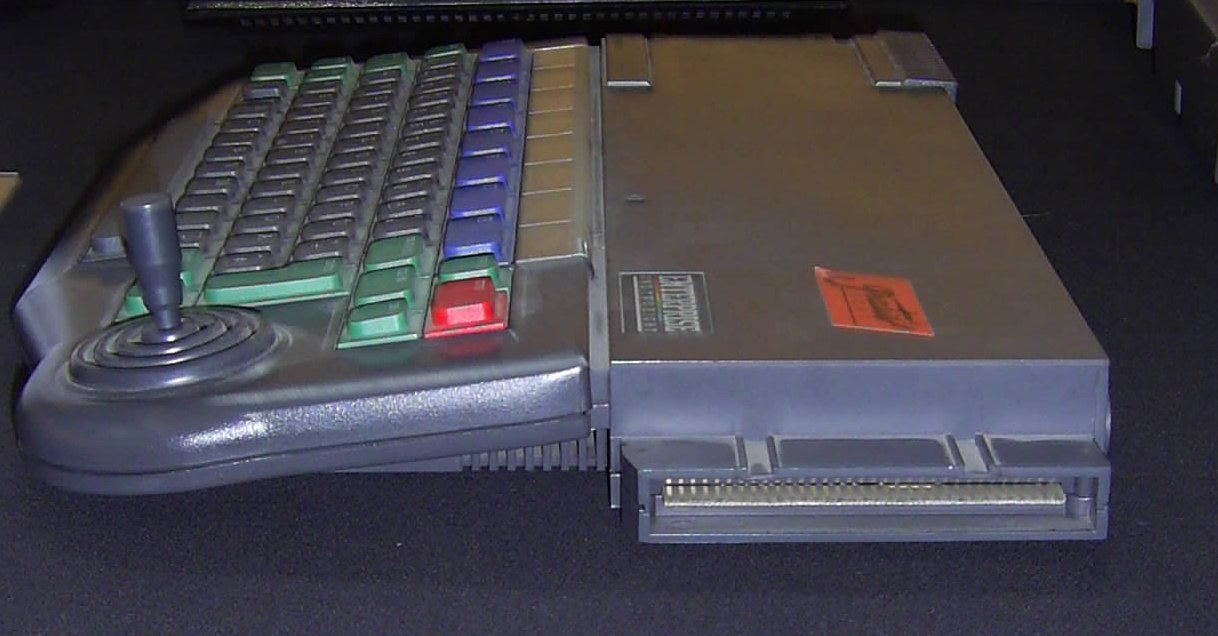
Enterprise 128, oldalnézet: buszbővítő port

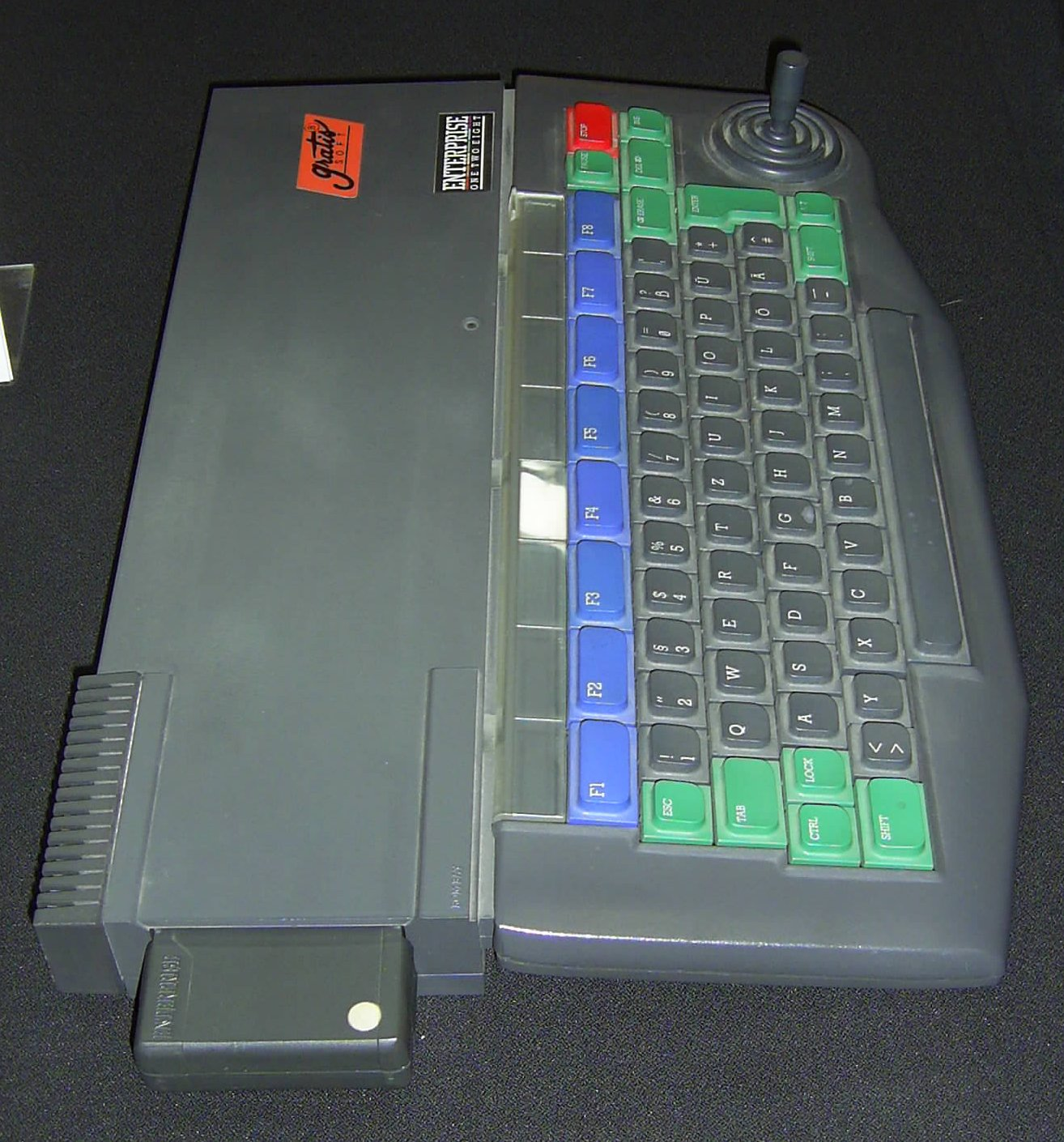
Enterprise 128, oldalnézet: behelyezett cartridge-dzsal

A gép Z80-as processzora 4 MHz-es sebességgel működött 64, vagy 128 KiB RAM-mal, és 48 KiB ROM-mal, valamint EXOS operációs rendszerrel.
- Processzor: Zilog Z80A, 4 MHz
- 64K / 128K RAM (modelltől függ, bővíthető - 3900k-ig)
- 64K videó memória (a központi memóriából)
- 48K (angol gép) / 64k (német gép) ROM
- Szöveges képernyő: 38x24; 78x24
- Grafikus képernyő: max. 672x512 (2,4,16,256 szín)
- Hang: 3 csatorna + 1 csatorna fehér zajgenerátor (sztereó)
- Két speciális IC: NICK, DAVE
- Beépített szövegszerkesztő (WP)
- Billentyűzet: fólia-tasztatúra, 69-gombos + beépített joystick
- méret: 40 x 27 x 2,5 cm[1]

### Processzor
A Zilog Z80 processzor továbbfejlesztett, 4 MHz-en üzemelő Z80A változata 8-bites adat- és 16-bites címbusszal.

### Memória
Az Enterprise számára a teljes megcímezhető memóriaterület 4 MB, ebből az utolsó 64K-s területen helyezkedik el az alaplapra integrált memória, ami egyben a videómemória is. Az első 64K az alaplapi ROM, a második 64K pedig a cartridge (más néven: programtár) számára van lefoglalva. Alapkiépítésben az alaplapon egy 32K-s ROM található, a cartridge-ben pedig 16K vagy 32K attól függően, hogy angol vagy német-e a gép.
A 128-as gépek ezenkívül tartalmaznak még egy belső 64K-s RAM bővítőpanelt is. A fennmaradó címtartomány bővítőkártyákkal szabadon felhasználható, akár ROM, akár RAM bővítés céljára.

### Lapkakészlet
A grafikai képességekért felelős társprocesszor a NICK chip nevet kapta tervezője, Nick Toop után. Az alaplap jobb felső felében helyezkedik el, egy a hűtését biztosító rézlemez alatt. Két fajtája létezik: a 08-47 és a 08-04 alkatrész-számú. Minél újabb gyártású az alaplap, annál biztosabb, hogy 08-47-es NICK van benne. A 08-47 lényegében egy hibajavított változat, mely a 08-04 melegedését, illetve az ennek nyomán kialakuló látható képponthibák kiküszöbölését volt hivatott szolgálni. A régebbi Nick melegedése utólagosan rászerelt hűtőbordával csökkenthető.
A másik chip, amit az Enterprise-hoz fejlesztettek ki, a DAVE chip. A DAVE chip többek között a memóriakezelésért és a hang generálásáért felelős. A tervezőjéről, Dave Woodfieldről elnevezett chip 4 egyidejű sztereó hangcsatorna (3 zene, 1 zaj), valamint 8 oktáv hangterjedelem használatát tette lehetővé. A hang vagy a gép saját hangszóróján (speaker) vagy a hátlapi "OUT" jelű audio jack kimeneten tudott megszólalni.

### Csatlakozók
A gépen van szabványos RGB kimenet; RS-232-es szabványú soros port (és számítógéphálózati csatlakozó), Centronics szabványú nyomtató port; valamint két csatlakozó külső botkormányhoz és aljzatok az adattároláshoz használt magnóhoz (kimenet, bemenet, valamint ún. távvezérlő, mely a beolvasás/mentés végén a magnót leállítja).
A csatlakozók csak az alaplap szélén kialakított élcsatlakozók. Ezeket a megoldásokat a gép árának alacsonyan tartása miatt választották, ami azonban kényelmetlenné tette a felhasználó számára, hogy például botkormány mellé külön botkormány-illesztőt (átalakítót) is be kellett szerezni.
A gép jobb oldalán lévő "Expansion bus" csatlakozóra bővítőkártyákat (pl. órakártya, lemezmeghajtó, Spectrum emulátor) vagy komplett buszkiterjesztő egységet lehet csatlakoztatni, bal oldalon pedig a "Rombay" néven jelzett sűllyesztett csatlakozóba cartridge-eket, így a géphez tartozékként adott BASIC-et, vagy a későbbiekben megjelent egyéb programnyelveket, szoftvereket.

### Billentyűzet
A billentyűzet „fólia-rendszerű”.
A felső részen 8 programozható funkcióbillentyű található, ezek kék színűek. Fölöttük egy cserélhető papírcsík helyezkedik el, melyen a gyárilag beállított funkcióparancsok láthatók.
A szám- és betűgombok fekete színűek, a többi billentyű (pl. DEL, ERASE, ENTER) zöld, illetve a STOP piros színű. Ez sajátos külsőt kölcsönöz a gépnek. A billentyűzethez tartozik továbbá egy beépített botkormány (jobb oldalon), mellyel többek között a kurzor mozgatása lehetséges. (Sok más számítógépen a beépített botkormány helyett 4 nyílbillentyűt találunk, a 4 iránynak megfelelően, akárcsak a PC-k billentyűzetén. Az Enterprise mellett például a Videoton TVC rendelkezik még beépített botkormánnyal.)

### Különbségek a két modell között
Bár Magyarországon csak az Enterprise 128-at forgalmazták, de létezett az Enterprise 64 is, mely nevéhez híven mindössze 64 Kbyte RAM-ot tartalmazott. A két gép alaplapja ugyanaz, a 128-as modell plusz 64K RAM-ja külön bővítőpanelon helyezkedett el. A két gép elvileg kompatibilis volt egymással, de problémák azért adódtak. A főbb különbségek:
- Az Enterprise 64-nél zöld színű a joystick, ugyanakkor az Enterprise 128 esetén mindez szürke.[14]
- A 128-as gépekben további föld vezetékeket kötöttek be, zavarjeleket csökkentendő. A szervizeknek elő volt írva, hogy a bekerülő 64-es gépeken ezt pótolják.
- Az Enterprise 64 az EXOS 2.0-át és a BASIC 2.0-át tartalmazta, míg a 128-as változat az EXOS 2.1-et és a BASIC 2.1-et. A 2.0 verzió ismeri ugyan a CALL-függvényhívást, de nem tudja értelmezni, ha gépi kódú program részére helyet foglalunk az ALLOCATE paranccsal. Együtt a kettő nem alkalmazható. A sztringeket is kényesebben kezeli a régebbi változat.
- A legtöbb játékszoftver nem az EXOS-tól, tehát az operációs rendszertől szabványos hívásokkal igényelt RAM-ot, hanem direktben érte el a kívánt memóriaszegmenst, így ezek a programok nem működnek 64Ks gépen, mégha beleférnének is a 64K memóriába.[13]

Összességében elmondható, hogy ami futott Enterprise 64-en, az futott a nagyobb testvérén is, de visszafelé ez nem mindig volt igaz.

## A számítógép képességei

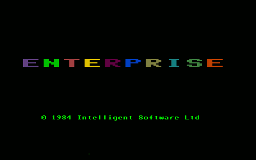
Az Enterprise bootképernyője

### Képmegjelenítés, képernyőmódok
Az Enterprise 2, 4, 16, valamint 256 színű grafikus módokat kezel HIRES vagy LORES felbontásban. Két színű képernyőmódban a legnagyobb a felbontás, a 256-osban pedig a legkisebb. Emellett ismeri az attribútum módot is. Szöveges üzemmódban alapbeállításban 40 karakter fér el egy sorban, de 80 karakteres képernyő is megnyitható. Lehetőség van a rasztersoronkénti üzemmódváltásra és soronként más-más palettára is, mindezt úgy, hogy a képmegjelenítést a videó-hardver kezeli. Programozással Basic-ből is lehet 42 (84) széles és 27 karakter magas lapot megjeleníteni, de gépi kódú programozással ennél több is beállítható. Az sincs előírva, hogy a karakternek 9 pixel sor magasnak kell lennie, lehet például 8 is, mint a Spectrumon.

### Hanggenerálás, zene
A számítógépbe egy speciális hang IC, a DAVE chip van beépítve. Az IC-ben három, külön programozható hanggenerátor (négyszögjel hullámforma) és egy zajgenerátor található, így a hang 4 csatornás, Sztereó hangzású. Az átfogható hangtartomány 8 oktáv. Ez a felépítés lehetővé teszi, hogy a hangokat sztereó fejhallgatóval vagy erősítővel is hallgathassuk.
A hangkezelő DAVE chip egyszerre csak egy csatornát tud használni, így a többi csatornán lévő hangkérések sorban állnak, és mindegyikük egymás után lejátszásra kerül. A hangsorok maximális hossza 25 hang lehet. A sorban álló hangok mindegyikéhez tartozik egy 0-255 számú hangburkoló is. Ez a hangburkoló vezérli a megszólaló hang frekvenciamenetét, a bal és a jobb oldali csatorna amplitúdójának (erősségének) nagyságát és az egyes fázisok hosszúságát. A megszólaló hangok maximum 255, egy-egy hangburkoló pedig 40 fázisbál áll. A fázison belül a hang változásait előjeles viszonyszámokkal adhatjuk meg. Ez a tartomány -63...+63-ig terjedhet az előző értékhez képest. Az egyes fázisok időtartamát 1/50 másodpercekben lehet megadni. Valamennyi csatorna torzítható, egymástól függetlenül. Különböző burkológörbéket (ADSR) is alkalmazhatunk, melyeken beállíthatjuk az adott hang hangmagasságának és hangerejének időbeli változását, utóbbit a sztereó hangcsatornának megfelelően a két csatornán külön-külön.
Mind a négy hangcsatornán megszólaltatható természetesen digitális hangminta is, különböző hangmagasságokban, ami lehetővé teszi az egyszerűbb MOD zenefájlokhoz hasonló digitális zene (DTM formátum) lejátszását is. Az Enterprise 8 és kb. 11 KHz frekvenciájú, 8 bites WAV fájl lejátszását is lehetővé teszi, természetesen maximum csak akkorát, amennyi a számítógép memóriájában elfér.
Az alaplaphoz beépített hangszóró is csatlakozik. Célszerűbb azonban a sztereó hangzás érdekében a magnetofon-aljzat kimenetéhez erősítőt vagy fejhallgatót csatlakoztatni. A monitorcsatlakozó szintén továbbít audiójelet is.

### Az IS-BASIC

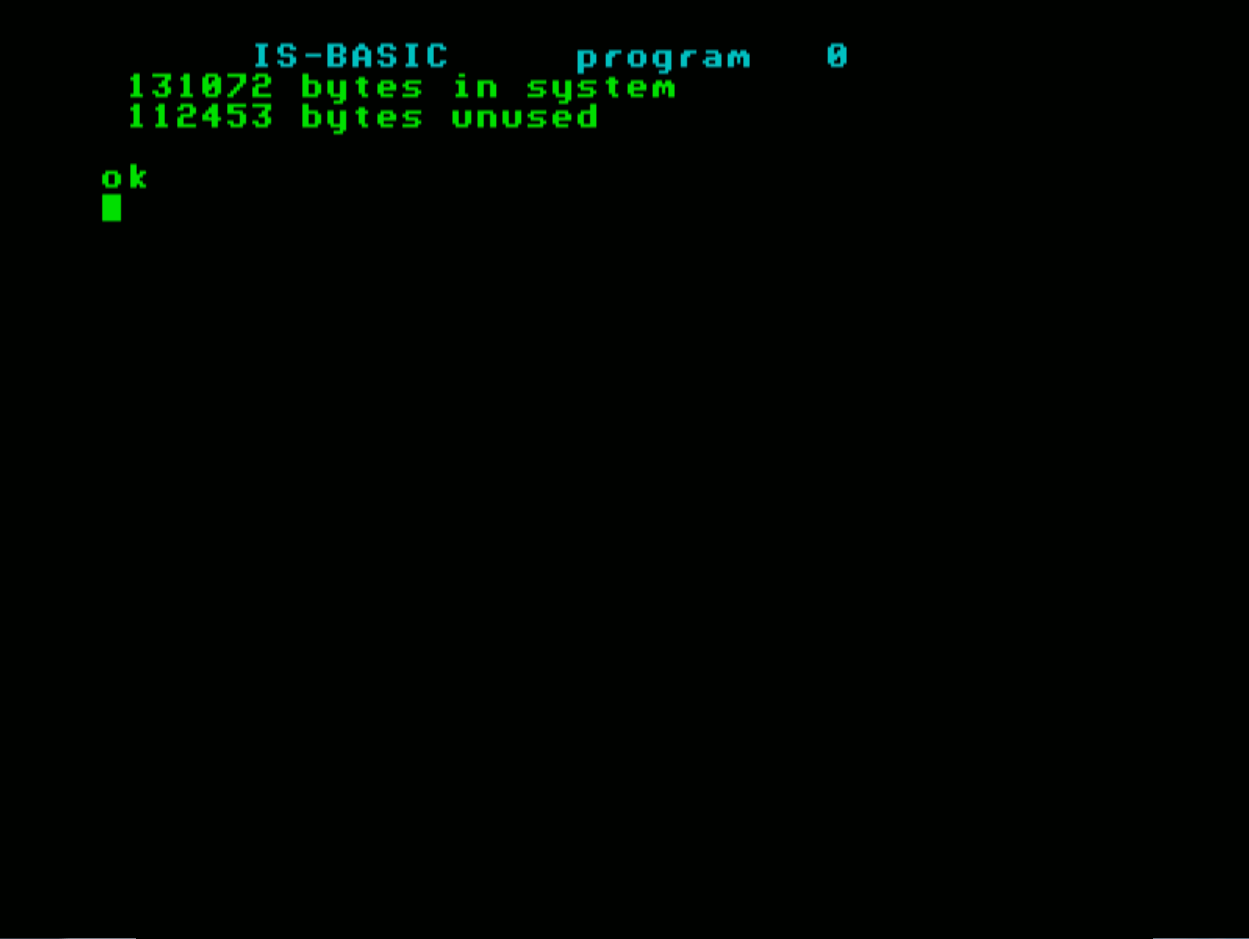
Az IS-BASIC kezdőképernyője

A 16 kilobájtnyi BASIC külön cartridge-en, más néven programtárban, ROM-ba égetve helyezkedik el, melyet a géphez, gyári tartozékként mellékeltek. Az IS-BASIC-et tartalmazó cartridge Rombay-be helyezése és a számítógép indítása után használható a BASIC. A Magyarországon forgalmazott Enterprise 128-as modellekhez az IS-BASIC 2.1-es változatát szállították. Ez angol vagy német nyelvű, ami elsősorban a hibaüzenetek és egyéb üzenetek nyelvében jelent különbséget, de a német cartridge-be egyéb rendszerbővítő utasítások is be vannak égetve, melyekkel például a grafikus képernyő tartalma menthető el, tölthető be és nyomtatható ki, továbbá átválthatunk angol üzemmódba is.

#### Sajátosságok
- Teljeskörűen támogatja a strukturált programozást;
- BASIC-ből elérhető az EXOS operációs rendszer (csaknem) minden szolgáltatása;
- Fejlett hiba- és kivételkezelés;
- Összesen négy program egyidejű kezelése, a külön memória-lapokon lévő programok hívhatják egymást.[18]

A strukturáltság, illetve áttekinthetőség érdekében az utasítások paraméterei között nem hagyható el a szóköz és az eljárásokon belüli sorokat az IS-BASIC beljebb kezdi. Az áttekinthetőség hátránya ugyanakkor a néha túl hosszú utasítások, így például a képernyőtörlésre szolgáló utasítás a CLEAR SCREEN, míg más gépeknél erre elég három betű: cls. Ennek kompenzálására képernyőtörlésre a TEXT parancs is kiadható.
A program indítása a RUN mellett történhet a START paranccsal is, ami, ha nincs éppen program a tárban, automatikusan beolvassa a szalagos egységről a soron következőt, ill. lemezes egységről a START file névvel rendelkezőt és elindítja azt.

### Beépített szövegszerkesztő
Ha nem csatlakoztatunk a géphez cartridge-et, akkor a beépített (Az EXOS operációs rendszerrel azonos ROM-ba égetett) szövegszerkesztőt (WP) használhatjuk, ami egyébként a gyári IS-BASIC-et használva is meghívható a :WP paranccsal. A WP (Word Processor) lehetővé teszi az egyszerűbb szövegszerkesztési műveleteket (pl. szöveg kimentése, betöltése, kinyomtatása, szövegkiemelés stb.) és összesen 19 sorba, soronként 38 karakter fér a képernyőre. A 20. sorba való áttéréskor a képernyő első sora eltűnik a szemünk elől. Visszahozásakor az alsó, a 20. sor tűnik el a képernyőről. Igaz, az sem vész el, a kurzor pozicionálásával visszahozható. A sorokba írt karakterek száma is növelhető, amit az INS billentyű lenyomását követő karakterbeszúrással érhetünk el. A képernyőről kilépő karakterek nem láthatók, csak egy > jel mutatja jelenlétüket. A begépeléskor a margókat és a tabulátorokat kezelő funkcióbillentyűk hatása megegyezik az írógépeken található hasonló funkciójú billentyűk hatásával, így például a szóköz (SPACE) a szavakat határolja, míg az ENTER a bekezdéseket. Komplett bekezdést is mozgathatunk fel és le, soronként léptetve.
A véglegesnek ítélt szöveget mágnesszalagra vagy -lemezre lehet lementeni, továbbá csatlakoztatott kompatibilis nyomtatóval ki is lehet nyomtatni. A nyomtatás írásképe a nyomtató sajátosságaihoz (például a jelkészletek különbözőségeihez) igazodik. A megfelelő nyomtatási kép érdekében 80 karakteres sorhosszúságú képernyőmód is választható.